# Staga producta
Staga producta là một loài bướm đêm trong họ Erebidae.